# Lương Sơn, Thanh Hóa
Lương Sơn là một xã thuộc huyện Thường Xuân, tỉnh Thanh Hóa, Việt Nam.
Xã Lương Sơn có diện tích 81,74 km², dân số năm 2008 là 7.887 người, mật độ dân số đạt 96 người/km². cách trung tâm huyện Thường xuân 13 km vè phía tây.

## Địa lý
- Phía đông giáp xã Phùng Minh huyện Ngọc Lặc
- Phía đông nam giáp xã Xuân Cẩm
- Phía Nam, tây nam giáp lòng Hồ Cửa Đặt